# Maja Michelsen
Maja Michelsen (1862-1929) was een Noors pianist.
Enkele concerten:
- 11 maart 1893 in de concertzaal Brødrene hals in Oslo met Thorvald Lammers, Mally Lammers en Erika Nissen;
- 21 november 1893: dezelfde zaal met Erika Nissen en Eva Nansen

1. ↑  Morgenbladet, Oslo 7th juni 1929.